# بورس تحصیلی ندا آقاسلطان

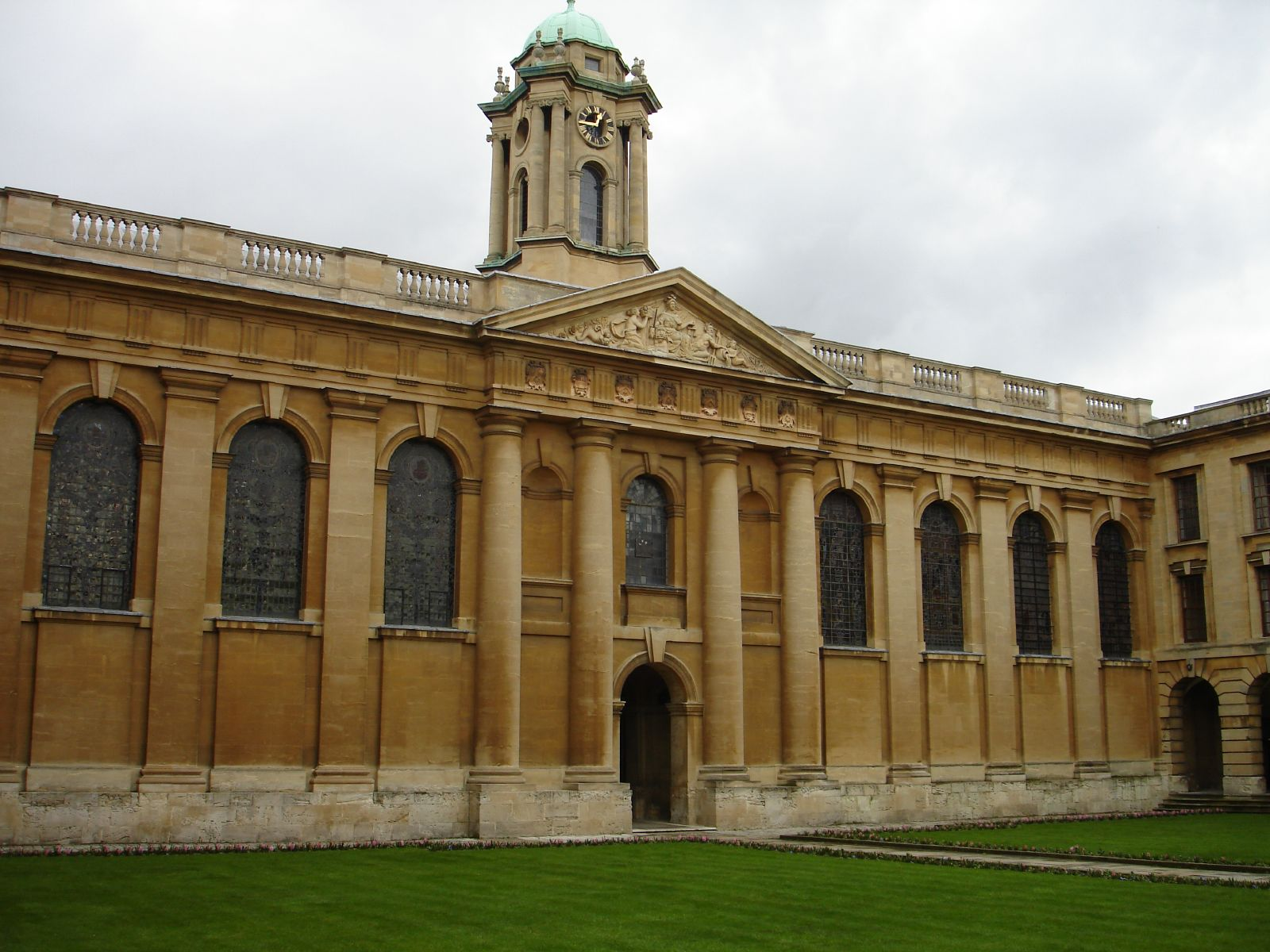
کالج ملکه دانشگاه آکسفورد

بورس تحصیلی ندا آقاسلطان (انگلیسی: Neda Agha-Soltan Graduate Scholarship) یک بورس تحصیلی برای دوره‌های کارشناسی ارشد و دکترای رشته فلسفه در کالج ملکه در دانشگاه آکسفورد است که داوطلبان ایرانی یا ایرانی‌تبار در دریافت این بورسیه ارجحیت دارند. این بورسیه در سال ۱۳۸۸ و پس از مرگ ندا آقاسلطان، دانشجوی فلسفه اهل ایران که در جریان پیامدهای انتخابات ریاست جمهوری دهم ایران کشته‌شد به احترام وی، تأسیس شد.
نخستین کسی که از این بورسیه استفاده کرد آریان شاه‌ویسی، دانشجوی فلسفه ایرانی تبار بود که از پذیرش با این بورسیه به عنوان «افتخاری بزرگ» یاد کرد.